# Attilio Nicora
Attilio Nicora (ur. 16 marca 1937 w Varese, zm. 22 kwietnia 2017 w Rzymie) – włoski duchowny katolicki, biskup Werony, wysoki urzędnik Kurii Rzymskiej i Episkopatu Włoch, kardynał.

## Życiorys
Studiował w seminarium w Venegono oraz na uczelniach mediolańskich (Katolicki Uniwersytet Najświętszego Serca) i rzymskich (Papieskie Seminarium Lombardzkie, Papieski Uniwersytet Gregoriański). Przyjął święcenia kapłańskie 27 czerwca 1964 w Mediolanie z rąk mediolańskiego arcybiskupa Giovanniego Colombo. Był profesorem i (od 1970) rektorem seminarium w Venegono.
W kwietniu 1977 papież Paweł VI mianował go biskupem pomocniczym Mediolanu ze stolicą tytularną Furnos Minor. Sakrę biskupią ks. Nicora odebrał z rąk arcybiskupa Colombo 28 maja 1977 w Mediolanie. Zajmował się m.in. sprawą rewizji konkordatu między rządem włoskim a Stolicą Apostolską (1984).
W lutym 1987 został zwolniony z obowiązków biskupa pomocniczego Mediolanu i pozostawał w dyspozycji Konferencji Episkopatu Włoch. Kierował m.in. komitetem spraw organizacyjnych i dóbr kościelnych Episkopatu oraz komitetem ds. instytucji dobroczynnych i Caritasu.
Od czerwca 1992 do września 1997 pełnił funkcję biskupa Werony, następnie ponownie pozostawał w dyspozycji Episkopatu, zajmując się zagadnieniami prawnymi. W październiku 1999 wziął udział w II specjalnej sesji Światowego Synodu Biskupów ds. Kościoła w Europie.
1 października 2002 został mianowany przewodniczącym Administracji Dóbr Stolicy Apostolskiej i promowany na arcybiskupa, rok później (w październiku 2003) Jan Paweł II wyniósł go do godności kardynalskiej, z diakonią S. Filippo Neri in Eurosia. Mianowany przewodniczącym nowo powstałego Instytutu finansowego Stolicy Apostolskiej.
7 lipca 2011 zrezygnował z funkcji przewodniczącego Administracji Dóbr Stolicy Apostolskiej; został zastąpiony na tym stanowisku przez arcybiskupa Domenico Calcagno.
Uczestnik konklawe 2005 i konklawe 2013.
12 czerwca 2014 został promowany na kardynała prezbitera, zachował diakonię San Filippo Neri in Eurosia w charakterze tytułu prezbiterskiego na zasadzie pro hac vice. 16 marca 2017 w związku z ukończeniem 80 lat utracił prawo do czynnego udziału w konklawe.
Aż do śmierci był papieskim legatem ds. bazyliki św. Franciszka oraz bazyliki Najświętszej Marii Panny od Aniołów w Asyżu. Rolą papieskiego legata dla obydwu bazylik jest krzewienie więzi między miejscami świętymi związanymi z osobą Biedaczyny z Asyżu a Stolicą Apostolską (nie dysponuje on żadną specjalną jurysdykcją).